# Marián Čalfa
Marián Čalfa (* 7. Mai 1946 in Trebišov, Ostslowakei) ist ein ehemaliger tschechoslowakischer Politiker (KSČ, ab 1990 VPN). Der Jurist war bis zur Samtenen Revolution 1989 kommunistischer Funktionär. Im Zuge des politischen Umbruchs wurde er am 10. Dezember 1989 zum Ministerpräsidenten der ČSSR gewählt, seine Regierung bereitete die ersten demokratischen Wahlen nach 1948 vor. Im Januar 1990 trat er aus der Kommunistischen Partei aus, stattdessen wurde er Mitglied der Bewegung Öffentlichkeit gegen Gewalt. Er blieb bis Juli 1992 Ministerpräsident des nun demokratisch regierten Föderalstaats ČSFR. Seine Regierungen hatten den Übergang von einem totalitären sozialistischen System zu einer pluralistischen Demokratie und Marktwirtschaft zu bewältigen.

## Lebenslauf, politische Karriere
Marián Čalfa wurde in der Slowakei geboren und studierte 1964 bis 1970 Rechtswissenschaften an der Karls-Universität Prag. Seit seinem 18. Lebensjahr war er Mitglied der Kommunistischen Partei der Tschechoslowakei (KSČ). 1970 bis 1972 arbeitete er für die Nachrichtenagentur ČTK. Ab 1972 war er in der Gesetzgebungsabteilung der Staatskanzlei des tschechoslowakischen Ministerpräsidenten tätig, später wurde er Leiter dieser Abteilung und 1987 stellvertretender Leiter der Staatskanzlei. Unter den Ministerpräsidenten Lubomír Štrougal und Ladislav Adamec war er von April 1988 bis Anfang Dezember 1989 Minister ohne Geschäftsbereich und Vorsitzender des Legislativrates der Regierung der ČSSR.
Während der samtenen Revolution wurde er am 3. Oktober 1989 1. Stellvertreter des Ministerpräsidenten und führte Verhandlungen mit den Vertretern der neu gegründeten oppositionellen Gruppierungen, des tschechischen Občanské fórum (OF; Bürgerforum) bzw. der slowakischen Verejnosť proti násiliu (VPN; Öffentlichkeit gegen Gewalt). Nach dem Rücktritt des Ministerpräsidenten Adamec am 7. Dezember übernahm Čalfa zunächst geschäftsführend die Position des tschechoslowakischen Regierungschefs. Drei Tage später bildete er dann ein neues Kabinett (Regierung Marián Čalfa I oder „Regierung der nationalen Verständigung“), das aus 10 Vertretern der KSČ, 4 Vertretern der bisherigen Blockparteien und 7 von den Oppositionsgruppen benannten Parteilosen bestand. Zusätzlich vertrat Čalfa gemeinsam mit seinen beiden Stellvertretern Valtr Komárek und Ján Čarnogurský bis zum 30. Dezember das zunächst vakante Amt des Innenministers. Im Januar 1990 trat Čalfa aus der KSČ aus, stattdessen schloss er sich der Bewegung „Öffentlichkeit gegen Gewalt“ an.
Nach den ersten freien Parlamentswahlen am 8./9. Juni 1990, welche im tschechischen Landesteil das Bürgerforum und in der Slowakei die Öffentlichkeit gegen Gewalt gewannen, beauftragte Staatspräsident Václav Havel ihn erneut mit der Bildung der Föderationsregierung, welcher nunmehr bis auf den Verteidigungsminister Miroslav Vacek ausschließlich Vertreter der bisherigen Oppositionsbewegungen angehörten. Von Juni 1990 bis Juni 1992 war Čalfa außerdem Mitglied der Nationenkammer des tschechoslowakischen Föderalparlaments. Čalfas Regierung leitete den Prozess der wirtschaftlichen Privatisierung ein. Er setzte sich außerdem für einen Erhalt der Föderation aus Tschechischer und Slowakischer Republik ein. Die VPN spaltete sich 1991 in die stärker nationalgesinnte und populistische Bewegung für eine demokratische Slowakei (HZDS) unter Vladimír Mečiar und die eher liberale Bürgerliche Demokratische Union (ODÚ), zu deren führenden Mitgliedern Čalfa gehörte. Er blieb Ministerpräsident bis zu den Parlamentswahlen am 5./6. Juni 1992, bei dem die ODÚ nicht mehr der Einzug ins Parlament gelang. Mit der ODS unter Václav Klaus in Tschechien und Mečiars HZDS in der Slowakei setzten sich bei dieser Wahl die Kräfte durch, welche die Auflösung der Föderation vorantrieben. Čalfas Nachfolger und letzter Ministerpräsident der ČSFR war Jan Stráský (ODS).
Nach seinem Ausscheiden aus der Politik war Čalfa von 1992 bis 2011 in Prag als Rechtsanwalt und teilweise auch als Unternehmer mit einer Beratungsfirma tätig. Er blieb jedoch inoffiziell ein Berater des Präsidenten Václav Havel. Bei Auflösung der Tschechoslowakei nahm Čalfa 1993 die tschechische Staatsangehörigkeit an. Ab 1997 war er Vorsitzender des Verwaltungsrats der IC Bank, an der er selbst eine Beteiligung hielt.

## Übersicht der Regierungsfunktionen
- 21. April 1988 bis 11. Oktober 1988 Minister ohne Geschäftsbereich in der Regierung Lubomír Štrougal VI
- 12. Oktober 1988 bis 3. Dezember 1989  Minister ohne Geschäftsbereich in der Regierung Ladislav Adamec
- 3. Dezember 1989 bis 10. Dezember 1989 der erste stellvertretender Ministerpräsident in der Regierung Ladislav Adamec
- 7. Dezember 1989 bis 10. Dezember 1989 – kommissarischer Ministerpräsident nach dem Rücktritt von Ladislav Adamec; die Regierung wird häufig nicht ganz korrekt als „Regierung Marián Čalfa I“ bezeichnet
- 10. Dezember 1989 bis 27. Juni 1990 Ministerpräsident der Regierung Marián Čalfa I (Rücktritt angekündigt bereits am 26. Juni 1990); in Medien auch als „Vláda národního porozumění“ (Regierung der nationalen Verständigung) genannt
- 27. Juni 1990 bis 2. Juli 1992 Ministerpräsident der Regierung Marián Čalfa II; in Medien auch als „Vláda národní oběti“ (Regierung der nationalen Aufopferung) genannt

## Veröffentlichungen
- Doing Business in Czechoslovakia. KPMG, 1991, ISBN 0-7494-0471-X.